# تارن-ا-گارون
شهرستان تارن-اِ-گارون (به فرانسوی: Tarn-et-Garonne) در ناحیه پیرنه میانه در کشور فرانسه واقع شده‌است.